# Philippe Cerfeuillet
 (janvier 2015).
Si vous disposez d'ouvrages ou d'articles de référence ou si vous connaissez des sites web de qualité traitant du thème abordé ici, merci de compléter l'article en donnant les références utiles à sa vérifiabilité et en les liant à la section « Notes et références ».
Philippe Cerfeuillet, né le 21 février 1964 à Romorantin-Lanthenay, (Loir-et-Cher), est un chef cuisinier solognot.

## Biographie
Très tôt, Philippe Cerfeuillet observe sa mère qui est un fin cordon bleu. Elle aimait recevoir famille et amis autour de recettes qu’elle tenait de sa mère. C’est à cette période, vers l’âge de 10 ans, que Philippe se trouve une passion pour la cuisine. De plus son père est un chasseur averti et un ramasseur de champignons des bois, trésors des forêts de Sologne.
Il est diplômé d'un brevet de technicien supérieur de cuisine en 1986.
Durant sa scolarité, il est parrainé par Jean Bardet et Joël Robuchon.
En 1987, il s’installe comme traiteur à Pruniers en Sologne, et organise des réceptions dans les châteaux de Blois, Chambord, Cheverny, Selles-sur-Cher, Chémery, etc.
En 1993, il met fin à son activité pour se consacrer à faire des extras en cuisine et des recherches pour créer des recettes nouvelles.

## Distinctions
- 1984 : compagnon fraisier d’honneur par la confrérie des Dégusteux d’fraises.
- 1985 : chevalier compagnon par la Confrérie des mangeux d’pâté de citrouille de Millançay.
- 1986 et 1987 : recordman de France de la plus grande tarte aux fraises.
- 1986 : membre de l’Académie nationale de cuisine.
- 1987 : chevalier de la Confrérie des mangeux d’guernazelles, confrérie de Bracieux (Loir-et-Cher) aux Journées gastronomiques de Sologne à Romorantin-Lanthenay.
- 1988 : chevalier de la Confrérie des maistres ecrevissiers Berry-Marche à Aigurande (Indre).
- 1990 : maître-traiteur, distinction décernée par le club Prosper Montagné.
- 1990 : chevalier dans l’ordre de Saint-Fortunat.
- 1991 : chevalier de la Confrérie des goûteux d’boudins de Pruniers-en-Sologne (Loir-et-Cher).
- 2002 : membre des Toques françaises.

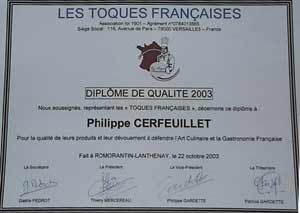
Diplôme toques françaises

- 2003 : chevalier de la Confrérie des vignerons des coteaux du Cher.
- 2015 : chevalier dans la commanderie du fromage de Sainte Maure de Touraine.

## Les concours auxquels il a participé
Philippe Cerfeuillet est un passionné de cuisine et de concours divers.

### 1984
Concours organisé par la Chambre d’agriculture du Loir-et-Cher à Millançay, où se tient la foire à la citrouille :
- Médaille d’or pour la création « Génoise à la citrouille et son coulis ».
- Médaille d’argent pour la recette « Escalopes de dinde à la citrouille ».
- Médaille de bronze pour le « Pâté à la citrouille ».

Deuxième prix de dégustation pour la « Terrine de lièvre » aux Journées gastronomiques de Sologne à Romorantin-Lanthenay.

### 1985
Il réalise la plus grande tarte aux fraises de France . Elle mesurait 4,23 m2 et mesurait 1,80 m x 2,35 m. elle pesait 103,360 kg.
Voici les produits qui rentraient dans sa composition :
- La pâte brisée : 10,875 kg  de farine, 5,437 kg de beurre, 0,3 kg de sel, 3 kg de sucre semoule, 45 œufs et 2 litres d’eau.
- La garniture se composait ainsi : 14, 5 litres de crème pâtissière, 5 litres de crème au beurre, 47,250 kg de fraises et 11 kg de nappage rouge.

Concours organisé par la Chambre d’agriculture du Loir-et-Cher à Millançay, où se tient la foire à la citrouille :
- Médaille d’argent pour sa recette « Escalopes de dinde à la citrouille ».
- Trois médailles de bronze pour « Chou à la crème de citrouille » et « Quiche à la citrouille » et « Citrouille râpée à la vinaigrette ».

### 1986
Concours organisé par la Chambre d’agriculture du Loir-et-Cher à Millançay, où se tient la foire à la citrouille :
- Médaille d’or et médaille de bronze pour des pâtés à la citrouille avec des pâtes réalisés par les meilleurs boulangers et pâtissiers de la région.
- Médaille d’argent pour diverses recettes sucrées.

Grand prix national de recettes régionales, concours organisé par l’Académie nationale de cuisine :
- Mention bien pour la recette « Le boudin de carpe aux girolles ».

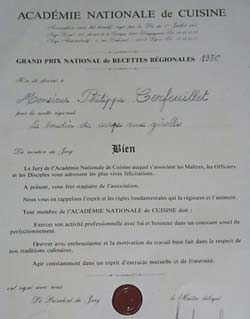
Academie nationale de cuisine

### 1987
Concours organisé par la Chambre d’agriculture du Loir-et-Cher à Millançay, où se tient la foire à la citrouille :
- Médaille d’or pour « Escalopes de dinde à la citrouille ».

Grand prix national de recettes régionales, concours organisé par l’Académie nationale de cuisine :
- Lauréat avec la recette « Paupiette de sandre aux écrevisses ».

Les recettes primées par l’Académie nationale de cuisine figurent dans le livre édité par cette association, Le livre officiel des inventions culinaires.

### 1988
Journées gastronomiques de Sologne :
- Prix d’excellence pour « Terrine de carpe aux poireaux » et obtention du label Sologne pour ce produit.